# Manuel Bethencourt del Río
Manuel Bethencourt del Río (Teror, Gran Canaria, 6 de enero de 1882-Santa Cruz de Tenerife, 3 de junio de 1944) fue un médico y político español. Conocido como el “médico de los pobres”, fue fundador del PSOE en Tenerife en 1917.

## Biografía
Nacido en el seno de una familia burguesa muy acomodada, tras terminar el bachillerato, haciendo constar su suficiencia en el Instituto de Canarias en 1901 se traslada a la Cádiz –como tantos canarios- para estudiar en la Facultad de Medicina que pertenecía entonces a la Universidad de Sevilla. Finalizó esta carrera en 1907 con unas calificaciones excelentes pero su carácter emprendedor e inquieto lo llevó a viajar para seguir formándose y realizar estudios de especialización médica en París, Berlín, Viena y Londres. 
En 1912 contrajo matrimonio con María Rivero y del Castillo-Olivares, de quien obtuvo el divorcio en 1933 (tramitado por su amigo el abogado Luis Rodríguez Figueroa) para casarse con Dorothy Thomas.
Fue primo hermano del ministro de la II República Rafael Guerra del Río, y del primer alcalde alcalde republicano de Las Palmas de Gran Canaria, Domingo Guerra del Río; así como del insigne médico Juan Guerra del Río, pionero de la ginecología en el archipiélago canario. También fue tío del reconocido alcalde de Las Palmas, José Ramírez Bethencourt.
A su sólida formación científica se unía el conocimiento de varios idiomas y una gran inquietud cultural y social como demuestra que desde estos primeros años se convirtiera en corresponsal en París del diario tinerfeño  ‘’El Progreso.’’ Sus escritos del diario reflejan su toma de posición ante el conflicto y analizan la situación política que se vivía en Europa a finales de 1916 y comienzos de 1917. Demócrata y radical, destacó por el tono encendido de sus crónicas y su visión contraria al poder expansionista de las Potencias Centrales y mostró, por lo tanto una marcada preferencia por aliados y un firme apoyo a la Triple Entente.
Cuando terminó su formación en Europa regresó a las islas para inicialmente  instalarse y abrir su primera consulta médica en La Orotava y posteriormente trasladarse a Santa Cruz de Tenerife. 
Fue conocido como el “médico de los pobres” y de la generosidad que le dio este nombre queda constancia en los anuncios de su consulta publicados en la prensa. Dedicaba una hora diaria de consulta gratuita a quienes no tuvieran dinero para pagar y también se ocupaba de distribuir los medicamentos que recetaba a quien no los podían comprar, con la colaboración de los delegados de laboratorios farmacéuticos de su entorno.
Además de su actividad médica, desarrolló una amplia actividad en los terrenos social y político. Fue concejal del Ayuntamiento de La Orotava por el Partido Republicano Radical desde 1913 a 1918.
El 22 de octubre de 1917, en el Centro Obrero de Santa Cruz de Tenerife había planteado la necesidad de la creación de una Agrupación Socialista, propuesta que fue aceptada por todos los presentes. En abril de 1918 se redacta su primer reglamento de funcionamiento, se nombra la Junta del Comité Local y se solicita el ingreso de la Agrupación Socialista de Tenerife en el PSOE; la presidencia del mismo recayó en Manuel Bethencourt del Río, que se había convertido en una figura central de la Agrupación santacrucera desde sus comienzos.
En diciembre de 1917 comenzó a publicarse El Socialista de Santa Cruz de Tenerife y en la dirección del mismo se alternaron el médico Manuel Bethencourt del Río y Francisco Palacios Gutiérrez, maquinista naval. Este semanario se publicó sin interrupción hasta febrero de 1920.
Tras la victoria del Frente Popular el 2 de marzo de 1936 tuvo lugar una sesión constitutiva del Cabildo de Tenerife y Manuel Bethencourt del Río fue confirmado como consejero del Cabildo y nombrado posteriormente vicepresidente único. El 18 de julio de 1936 desempeñaba el cargo de presidente del Cabildo por ausencia del titular Fernando Arozena Quintero que se encontraba en Madrid.
Después del Golpe de Estado los dirigentes y militantes de los partidos obreros y republicanos de Tenerife recibieron una brutal represión y fueron perseguidos por las fuerzas organizadas del ejército sublevado. Las prisiones resultaron insuficientes y se habilitaron como presidios varios de los buques anclados en el puerto. Decenas de detenidos fueron arrojados al mar con una piedra al cuello y sin mediar juicio o proceso alguno y otros fueron destinados a batallones de trabajadores. También los barcos resultaron insuficientes y entonces, para recluir a tanta gente, se tuvo que recurrir al almacén más grande de empaquetado de frutas, que se convertiría en la tristemente famosa Prisión de Fyffes.
Manuel Bethencourt del Río estuvo preso desde el 9 de agosto de 1936 hasta el 11 de octubre de 1939 en el barco ‘’Adeje’’ de la Prisión Militar Flotante y en la Prisión de Fyffes de Santa Cruz de Tenerife. Tras obtener la libertad, el 11 de marzo de 1939, volvió a ser perseguido, juzgado y encarcelado de nuevo por sus antecedentes masónicos, debido a la entrada en vigor de la Ley de represión de la Masonería y el Comunismo promulgada por Franco el 1 de marzo de 1940. El 15 de febrero de 1943 el juez del Tribunal Especial para la Represión de la Masonería y el Comunismo decretó su libertad y pudo entonces regresar a Santa Cruz de Tenerife, pero su salud estaba ya muy deteriorada y poco más de un año después falleció en su domicilio, el 3 de junio de 1944, a la edad de 62 años.